# Tiểu thành nhị nguyệt
Tiểu thành nhị nguyệt (tiếng Trung: 小城二月; tiếng Anh: A Gentle Night) là một bộ phim ngắn Trung Quốc năm 2017 do Khâu Dương biên kịch và đạo diễn. Phim đã giành Giải Cành cọ vàng cho phim ngắn tại Liên hoan phim Cannes 2017.

## Cốt truyện
Tại một thành phố nhỏ không tên của Trung Quốc, một người mẹ thức trắng đêm trong tuyệt vọng liều mạng tìm kiếm đứa con gái đang tuổi thành niên bị mất tích suốt đêm.
Phim lấy bối cảnh tại Thường Châu, Giang Tô, Trung Quốc.

## Diễn viên
- Lý Thục Hiền vai Thái Trác.[1]

## Tiếp nhận
Giải Cành cọ vàng cho phim ngắn tại Liên hoan phim Cannes 2017. Đồng thời giành được giải thưởng Phim ngắn quốc tế hay nhất tại Liên hoan phim quốc tế Toronto 2017.